# Nefta Football Club
Nefta Football Club ist ein französischer Kurzfilm von Yves Piat aus dem Jahr 2018.

## Handlung
In der Grenzregion zwischen Tunesien und Algerien: In einem tunesischen Dorf spielen die Kinder Fußball auf einem staubigen Feld, wobei es bei der Frage nach dem Aus des Balls immer wieder zu Streit kommt. Auch Mohamed und sein kleiner Bruder Abdallah streiten sich über Fußball, so ist Mohamed ein Fan von Messi, während Abdallah den algerischen Fußballer Riyad Mahrez verehrt. Beide Brüder sind auf einem Mofa unterwegs und als Abdallah austreten will, nimmt er einen Umweg auf eine Anhöhe, um auf algerischer Seite und damit dem Land seines Idols auszutreten. Dabei sieht er einen Esel, der Kopfhörer trägt. Neugierig bringt er ihn auf die tunesische Seite zu seinem Bruder.
In einiger Entfernung suchen auf algerischer Seite Salim und Ali eben jenen Esel. Er ist darauf trainiert, als Lasttier und Kurier unbemerkt die Grenze zu überschreiten und zu seinem Herren Salim zu kommen, wenn er Adeles Someone like You hört. Nun ist das Tier seit zwei Tagen unauffindbar. Es stellt sich heraus, dass Salims unmusikalischer Handlanger Ali dem Tier nicht Adèle auf dem Player eingestellt hat, sondern ein Lied von Cheik Hadèl.
Mohamed entdeckt, dass die Lastentaschen des Esels mit Päckchen voller Heroin befüllt sind. Seinem kleinen Bruder gegenüber gibt er vor, dass es sich bei dem weißen Pulver um Waschmittel handelt, und lädt die Tüten auf seinen Rolleranhänger. Heimlich bringen die Brüder die Beute nach Hause, wo Mohamed sie unter seinem Bett versteckt. Am nächsten Tag sucht er einen Bekannten auf, dem er eine kleine Tüte voller Heroin zeigt. Dieser würde ihm den Stoff abkaufen. Als Mohamed ihm die gesamte Beute zeigen will, ist der Beutel mit den Päckchen verschwunden. Abdallah hat sie mit auf den Fußballplatz getragen, um das „Waschmittel“ seinen Freunden zu zeigen. Als Mohamed kurz darauf zum Fußballplatz kommt, berichtet ihm Abdallah erfreut, dass sie das Pulver zum Linienmarkieren auf dem Spielfeld genommen haben, sodass zukünftig die Streitereien um ein Linienaus ein Ende haben werden. Mohamed bleibt fassungslos zurück.

## Produktion
Nefta Football Club war nach Tempus fugit (2001) der zweite Kurzfilm, bei dem Yves Piat Regie führte. Piat verarbeitete in der Geschichte eine Begebenheit aus seiner Kindheit, als er mit einem Freund Drogen bei einem verlassenen Campingplatz fand, und diese später aus Ratlosigkeit in einem Fluss versenkte. Die Dreharbeiten fanden in Tozeur und Nefta statt, da sich die ursprünglich geplanten Arbeiten in und um Zagora in Marokko als zu teuer erwiesen. Der Film wurde innerhalb von sechs Tagen gedreht; beide Kinderdarsteller standen dabei zum ersten Mal vor der Kamera.
Nefta Football Club erlebte am 24. Oktober 2018 im Rahmen des Cinéma Méditerranéen Montpellier Festival (Cinemed) in Montpellier seine Premiere. Im Jahr 2019 lief der Film unter anderem auf dem Festival du Court-Métrage de Clermont-Ferrand und dem Chicago International Film Festival. In Deutschland war der Film erstmals im Frühjahr 2019 auf dem 11mm – 16th International Football Film Festival Berlin zu sehen.

## Auszeichnungen (Auswahl)
Bereits vor Veröffentlichung des Films wurde das Drehbuch 2017 mit dem Publikumspreis des Festivals Premiers Plans d’Angers ausgezeichnet. Der Film erhielt im Februar 2019 auf dem Festival du Court-Métrage de Clermont-Ferrand den Publikumspreis und lief im nationalen Wettbewerb um den Grand Prix. Auf dem Aspen Shortsfest gewann der Film den Publikumspreis und den Preis der Jury für die beste Kurzfilmkomödie. Nefta Football Club gewann den Grand Prix im Bereich Kurzfilm des Festival du film de Sarlat und erhielt 2019 auf dem Chicago International Film Festival eine Gold-Hugo-Nominierung als Bester Kurzfilm. Auf dem Seattle International Film Festival war der Film für den Kurzfilmpreis nominiert.
Nefta Football Club wurde 2020 für einen Oscar in der Kategorie Bester Kurzfilm nominiert. Er erhielt zudem eine César-Nominierung in der Kategorie Bester Kurzfilm